# Tuzla (Istanbul)
Tuzla (griechisch Ακρίτας Akritas) ist eine Stadtgemeinde (Belediye) im gleichnamigen İlçe (Landkreis) der Provinz Istanbul in der türkischen Marmararegion und gleichzeitig ein Stadtbezirk der 1984 gebildeten Büyükşehir belediyesi İstanbul (Großstadtgemeinde/Metropolprovinz). Tuzla liegt auf der asiatischen Seite der Großstadt und ist seit der Gebietsreform ab 2013 flächen- und einwohnermäßig identisch mit dem Landkreis.

## Geographie
Der Landkreis/Stadtbezirk grenzt im Norden und Westen an Pendik, im Osten und Südosten an die Provinz Kocaeli. Im Südwesten und Süden bildet das Marmarameer eine etwa 13 Kilometer lange natürliche (Landes-)Grenze.

## Verwaltung
Tuzla gehörte 1923 zu Gebze (im Vilâyet Kocaeli) und wurde 1936 ein selbständige Gemeinde (Belediye).
Vom Ministerrate am 27. Mai 1991 beschlossen, wurde das Gesetz 3806 am 3. Juni 1992 im Amtsblatt Nr. 21247 veröffentlicht. Es dokumentierte u. a. die Gründung von sieben Landkreisen in der Provinz Istanbul, darunter dem Landkreis Tuzla. Er wurde zunächst aus drei Dörfern (vom Landkreis Pendik) und 12 Stadtteilen (Mahalle) von Kartal gebildet, gab aber (durch das Dekret vom 30. Dezember 1993 manifestiert) die Mahalle Esenyalı und Güzelyalı an den Kreis Pendik ab. 1996 wurde das Dorf Orhanlı und im Jahre 1998 Akfırat zur Stadtgemeinde (Belediye) erhoben.
Im Zuge der Verwaltungsreform 2013/2014 wurden die zwei o. g.Belediye und das Dorf Tepeören als Mahalle in die Stadt Tuzla. Der Kreis, der damit einem Stadtbezirk gleichgestellt war, bestand somit nur noch aus der Stadt Tuzla.

## Geschichte
Der Ort war bereits während der byzantinischen Zeit unter dem Namen Akritas (Ακρίτας) bewohnt und wurde im Jahr 1400 durch Sultan Yıldırım Beyazıt erobert. Die letzten griechischen Bewohner wurden am Ende des Ersten Weltkrieges gegen Türken aus Thessaloniki und Kavala ausgetauscht. Die Bevölkerung, die im Zweiten Weltkrieg nur wenig mehr als 1000 umfasste, überschritt im Jahr 2013 die Einwohnerzahl von 200.000.

## Bevölkerung

### Einwohnerentwicklung durch Zählung
| 1935  | 1940  | 1945  | 1950  | 1955  | 1960  | 1965  | 1970  | 1975   | 1980   | 1985/1990 | 2000    |
| ----- | ----- | ----- | ----- | ----- | ----- | ----- | ----- | ------ | ------ | --------- | ------- |
| 2.414 | 2.488 | 3.694 | 3.063 | 4.043 | 4.393 | 7.393 | 9.905 | 11.163 | 16.440 | zu Kartal | 107.883 |

### Einwohnerentwicklung durch Fortschreibung am Jahresende
| 2007    | 2008    | 2009    | 2010    | 2011    | 2012    | 2013    | 2014    | 2015    | 2016    | 2017    | 2018    | 2019    | 2020    |
| ------- | ------- | ------- | ------- | ------- | ------- | ------- | ------- | ------- | ------- | ------- | ------- | ------- | ------- |
| 148.792 | 170.453 | 181.658 | 185.819 | 197.230 | 197.657 | 208.807 | 221.620 | 234.372 | 242.232 | 252.923 | 255.468 | 267.400 | 273.608 |

Tuzla konnte in den letzten Jahren seine Position auf der Liste der bevölkerungsstärksten Kreise/Stadtbezirke ständig verbessern, momentan belegt es Platz 28.
Die 17 Mahalle wurden Ende 2020 im Durchschnitt von 16.095 Menschen bewohnt, die meisten wohnten hier: Aydınlı Mah. (62.965 Einw.). Sieben Mahalle hatten unter 10.000 Einwohner.

## Wirtschaft und Infrastruktur
Die früher dominierende Landwirtschaft und der Fischfang verloren durch die Industrialisierung des Ortes ihre Bedeutung. Tuzla ist vor allem für die dort befindlichen Schiffsbauwerften und die 2005 eröffnete Formel-1-Rennstrecke bekannt. Der türkische Glaskonzern Şişecam hat seinen Hauptsitz in Tuzla.

## Sport
Der 1954 gegründete ortsansässige Fußballverein Tuzlaspor spielte seit seiner Gründung in den Istanbuler Amateurligen. Im Sommer 2013 gelang dem Verein die Meisterschaft in der Bölgesel Amatör Lig (dt.: Regionale Amateurliga) und damit durch den Aufstieg in die TFF 3. Lig, die vierthöchste türkische Spielklasse, die erste Teilnahme am türkischen Profifußball.